# Henrik Tvarnö
Henrik Tvarnö, ursprungligen Ettrup, född 30 december 1973 i Danmark, är en svensk kommunpolitiker för Socialdemokraterna.
Henrik Tvarnö föddes i Danmark men kom tidigt med föräldrarna till Myresjö i Småland. Han har arbetat som ungdomshandläggare. Han är ledamot av Vetlanda kommunfullmäktige sedan 2014, var kommunstyrelsens ordförande 2015–2022, budgetberedningens ordförande 2015–2022, är ledamot av Höglandsförbundets direktion sedan 2018 och samt var ordförande i kommunstyrelsens arbetsutskott i Vetlanda 2015–2022. Han var ombud för AB Vetlanda Industrilokaler 2015–2019, för Witalabostäder AB 2015–2019 och för Njudung Energi Vetlanda AB 2017–2019. Tvarnö var också ordförande i styrelsen för Vetlanda Stadshus AB 2015–2023.